# Ja’afar Abdul El Hakh
Ja’afar Abdul El Hakh is een Soedanees politicus.
El Hakh is sinds 2005 gouverneur van de staat West-Darfoer in Soedan. Van 2003 tot 2004 was hij commissaris van Garsila, en van 2004-2005 minister voor gezondheid voor West-Darfoer. Hij werd ervan beschuldigd de milities te bewapenen die vechten tegen de Foer die de streek bevolken.